# 大叶鼠刺
大叶鼠刺（学名：Itea macrophylla）为虎耳草科鼠刺属下的一个种。

## 扩展阅读
- 維基物種上的相關：大叶鼠刺